# Востряковское кладбище
Востряко́вское кладбище — некрополь, расположенный на юго-западе Москвы на территории района Тропарёво-Никулино, который ограничивают Озёрная улица и МКАД. Адрес кладбища: г. Москва, ул. Озёрная, д. 47. Площадь — 136,8 га.

## История
Название дано по располагавшейся неподалёку железнодорожной платформе Востряково Киевского направления (с 2020 года именуется — платформа Мещерская).
К началу 1930-х на этом месте уже существовало кладбище. В 1930-е годы рядом было открыто Новое еврейское кладбище (первые захоронения относятся к 1932 году) вместо ликвидируемого Дорогомиловского еврейского кладбища, и многие останки усопших переносились из Дорогомилова в Востряково. С 1960 года Востряковское кладбище находится в черте Москвы, а его территория расширена до МКАД.
Нынешняя территория кладбища разделена на две части, которые отделены друг от друга Боровским шоссе и поэтому каждая имеет отдельные въездные ворота. Северная часть занимает площадь 25,85 га, так называемое центральное кладбище к югу от него — 57,06 га. На последнем расположена администрация кладбища. Здесь также есть православный храм, посвященный Иоанну Крестителю. Построенный в конце 1990-х годов, он используется как кладбищенская часовня для заупокойной литии и отпевания. На нескольких участках центрального кладбища, включая главную дорогу, находятся еврейские захоронения, на кладбище есть синагога.
В начале 2017 года территория кладбища была расширена благодаря организации отдельной полностью иудейской части площадью 5,8 га, могилы на которой оформляются в едином стиле и не имеют оград. Тогда же для маломобильных граждан по всей территории кладбища были расставлены указатели, предупреждающие знаки с применением тактильных, визуальных и световых средств информации, сооружены пандусы.
Над братской могилой 1200 воинов, умерших в московских госпиталях во время Великой Отечественной войны, был установлен памятник .

## Известные люди, похороненные на кладбище
См. категорию Похороненные на Востряковском кладбище
На кладбище похоронены Н. С. Ашукин, Г. Д. Качалин, Д. Э. Розенталь, А. Д. Сахаров, А. А. Шамаро, И. Д. Кобзон, В. Г. Мессинг др.

## Галерея

Памятник на могиле Е. О. Утёсовой
Памятник на могиле Р. Джелакаевой
Памятник на могиле П. В. Мельникова
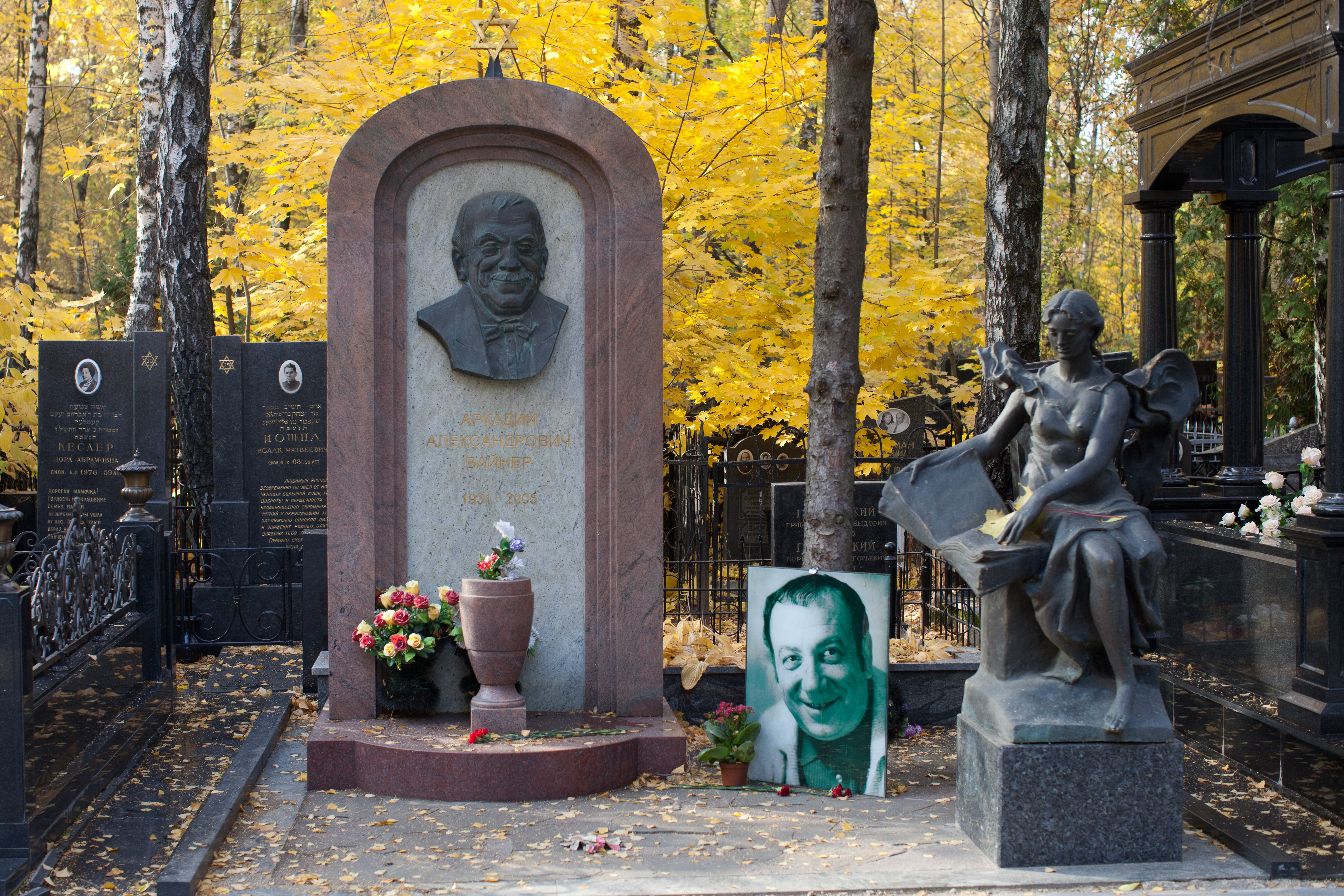
Памятник на могиле А. А. Вайнера
Захоронение А. Болтнева

## Храм Иоанна Предтечи
Православный храм на территории Востряковского кладбища, представляющий собой небольшую кубическую двусветную церковь с полукруглой апсидой, был заложен 25 июля 1996 года. В 2000 году он был открыт, а через год, 3 апреля 2001 года, торжественно освящён в честь Иоанна Предтечи.